# 우에노촌 (아이치현 아쓰미군)
우에노촌(植野村)은 아이치현 아쓰미군에 설치되었던 촌이다. 현재의 도요하시시에 해당한다.